# Antònia Guitart Orriols
Antònia Guitart Orriols (Berga, ca.1893 - Manresa, 29 de març de 1960) fou una col·laboradora activa de la resistència antifranquista del maquis a la comarca del Bages.

## Biografia
Nascuda a Berga, es casà molt jove amb Joan Bonet Casals, capatàs de l'obra de la construcció de la carretera de Berga a Bagà, i van tenir tres fills, Ramona, Miquel i Florentina. El 1925, la família es va traslladar a Manresa, on vivien al barri del Guix i els fills van trobar feina al tèxtil.
El fill, Miquel Bonet Guitart (Bagà 1912- Castellnou 1996) era teixidor a la Fàbrica Bertrand i Serra. Es casà amb Maria Guitart Cardó i la seva germana Ramona, amb Pere Obiols Ribó. Tots estaven molt polititzats i compromesos amb el moviment anarco-sindicalista.
Un cop acabada la guerra civil i iniciada la resistència antifranquista, Antònia va fer de casa seva un refugi segur per als companys de lluita, com ara Marcel·lí Massana, amic d' infància i parent llunyà del seu fill Miquel i d'altres.
El maig de 1949, va acollir Josep Sabaté, germà de Quico Sabaté i li va curar les ferides que li havia fet la Guardia Civil en un enfrontament a l'Hospitalet de Llobregat. També va ajudar el guerriller Francesc Denís Díez “el Català” que més tard fou interceptat per la Guàrdia Civil prop de Gironella i es va suïcidar el 3 de juny a la caserna de Sallent ingerint una càpsula de cianur que sempre duia amagada en un botó de la roba, per evitar que les tortures el portessin a la delació dels companys.
Mentre el fill Miquel i el marit de la seva filla Ramona, Pere Obiols, experts passadors i guies fronterers, conduïen grups de trànsit per les muntanyes, Antònia sortia sola de matinada, amb un mocador al cap, carregada amb un farcell i un cistell, seguia el curs del riu Llobregat, passava els “tres salts” i s'endinsava a la riera de Sant Esteve, i en els amagatalls convinguts, deixava les provisions i els missatges que portava per als “seus nois”. Antònia era menuda, vigorosa i valenta, tenia 70 anys i s'arriscava molt, però quan els fills l'advertien, ella replicava: “Feu el vostre treball, que jo faig el meu, val més que m’agafin a mi que a vosaltres”.
L' any 1951 la guàrdia civil es presentà a “la Torre del Secundino” (l'actual carrer Segre) al terme municipal de Manresa. Van irrompre per sorpresa al pis on vivia el fill d'Antònia, Miquel Bonet, la seva esposa Maria, llurs fills petits Estanislau i Josep, i la seva germana Florentina. Cercaven Marcel·lí Massana i un suposat arsenal d'armes, ho van registrar tot i no van trobar res, però van detenir tota la família, inclòs Joan Bonet, el marit d'Antònia. Van ser traslladats a la Presó Model de Barcelona, a excepció del nen Josep que temporalment era a casa de l'àvia materna a Sant Fruitós de Bages. Van romandre dues setmanes empresonats sense proves, fins que el capellà de la presó va intercedir perquè fossin alliberats. Mentrestant els presos havien fet un camió de joguina pel nen, en el qual van fer sortir un missatge a l'exterior que va servir per salvar una persona que podia ser executada al Camp de la Bota.
Antònia va morir de càncer a Manresa, el dia 29 de març de 1960. Els seus fills, Miquel, Ramona, Florentina i el seu net Estanislau, van mantenir sempre llurs ideals i van seguir lluitant a les files de la CNT.

## Reconeixement
El 13 de juny de 2015, en l'acte d'investidura de l'alcaldia de Manresa, els tres regidors de la CUP van votar de forma simbòlica a favor de dues dones obreres, una d'elles l'Antònia Guitart, i d'un jove mort sota custòdia policial, per tal de "donar els nostres vots a persones que simbolitzin les lluites socials de la ciutat, ciutadanes invisibilitzades amb una història digna de ser coneguda", va explicar Jordi Masdeu, candidat a l'alcaldia. Els seus vots van ser declarats nuls.